# Stolzenberg (Kreis Heiligenbeil)
Stolzenberg war ein Ort im Kreis Heiligenbeil in Ostpreußen. Seine Ortsstelle liegt heute im Gebiet des Munizipalkreises Rajon Bagrationowsk (Stadtkreis Preußisch Eylau) in der Oblast Kaliningrad (Gebiet Königsberg (Preußen)) der Russischen Föderation.

## Geographische Lage
Die Ortsstelle von Stolzenberg liegt im südlichen Westen der Oblast Kaliningrad unmittelbar im Bereich der russischen Staatsgrenze zu Polen. Bis zur früheren Kreisstadt Heiligenbeil (russisch Mamonowo) sind es 19 Kilometer in westlicher Richtung, und die heutige Rajonshauptstadt Bagrationowsk (deutsch Preußisch Eylau) liegt 27 Kilometer in östlicher Richtung entfernt.

## Geschichte
Im Jahre 1412 wurde das Dorf Stolzenbergk erstmals erwähnt und nach 1651 Stoltzenberg sowie nach 1785 Stolzenberg genannt. Als 1874 der Amtsbezirk Hermsdorf (russisch Pogranitschny) im ostpreußischen Kreis Heiligenbeil gebildet wurde, war Stolzenberg von Anfang an zugeordnet. Stolzenberg zählte im Jahre 1910 703 Einwohner.
Am 1. Oktober 1928 wurde die Exklave Wald Bartlangen aus der Stadt Zinten (russisch Kornewo) nach Stolzenberg umgegliedert, außerdem am 15. November 1928 die Exklave Gemarkung Schönwalder Heide des Gutsbezirks Preußisch Eylau, Forst, aus dem Amtsbezirk Brandenburg (Haff) (russisch Uschakowo) in die Landgemeinde Stolzenberg verlegt.
Im Jahre 1933 belief sich die Zahl der Einwohner Stolzenbergs auf 589, und im Jahre 1939 auf 549.
In Kriegsfolge wurde Ostpreußen 1945 geteilt: Der nördliche Teil kam zur Sowjetunion, der südliche Teil zu Polen. Stolzenberg gehörte zur sowjetischen Seite bei seiner Lage unmittelbar im Grenzgebiet. Diese Lage machte es nicht wahrscheinlich, dass der Ort neu besiedelt werden konnte. Es fehlte somit auch eine russische Namensform, auch die Zugehörigkeit zu einem bereits 1947 ins Leben gerufenen Dorfsowjet ist nicht bekannt. Damit gilt das Dorf heute als untergegangen. Seine Ortsstelle gehört zum Rajon Bagrationowsk (Stadtkreis Preußisch Eylau) in der russischen Oblast Kaliningrad (Gebiet Königsberg (Preußen)).

## Religion
Bis 1945 war Stolzenberg in den Sprengel Hermsdorf der Vereinigten Kirchengemeinden Hermsdorf/Pellen (Pogranitschny/Piele – RUS/PL) innerhalb der Kirchenprovinz Ostpreußen der Kirche der Altpreußischen Union eingepfarrt.

## Verkehr
Wegen seiner Grenzlage ist die Ortsstelle Stolzenbergs nicht erreichbar. Sie liegt an der von Kornewo (Zinten) ausgehenden und die Ortsstelle Usornoje (Jäcknitz) durchlaufende Straße, die an der Grenze endet, vor 1945 noch weiter über Piele (Pellen) bis nach Zagaje (Hasselpusch) auf heute polnischem Staatsgebiet führte. Die nächste Bahnstation war bis 1945 der Bahnhof in Zinten.